# Euge Groove
Steve Eugene Grove (artiestennaam Euge Groove) (Hagerstown (Maryland), 27 november 1962) is een Amerikaanse saxofonist (tenorsaxofoon en sopraansaxofoon) in de smooth jazz. 
Grove begon op de piano, rond zijn negende stapte hij over op de saxofoon. Hij studeerde aan de School of Music van de University of Miami, waar hij de jazz ontdekte. Hij deed daarna sessiewerk voor top 40-acts als de meidengroep Exposé (soli op hun hits "Seasons Change" en "I'll Never Get Over You (Getting Over Me)"). Hij speelde vier jaar lang bij Tower of Power, hierna werd hij freelancer en speelde hij voor allerlei musici, van Joe Cocker en de Eurythmics tot en met Eros Ramazotti en Richard Marx ("Keep Coming Back", 1991). In 2000 verscheen zijn debuutalbum onder zijn nieuw gekozen artiestennaam. Hij toerde met Tina Turner en kwam in 2002 met een tweede album, waarvan enkele succesvolle singles werden getrokken. In de jaren erna kwamen nog verschillende andere albums uit.
Groove is te horen op albums van onder andere David Benoit, Jeff Golub en Eric Darius.

## Discografie
- Euge Grove, Warner Brothers, 2000 ('Albumpick' Allmusic)
- Play Date, Warner Brothers, 2002
- Livin' Large, Narada, 2004
- Just Feels Right, Narada, 2005
- Born 2 Groove, Narada, 2007
- Sunday Morning, Shanachie Records, 2009
- S7even Large, Shanachie Records, 2011
- House of Groove, Shanachie Records, 2012
- Got 2 Be Groovin' , Shanachie Records, 2014